# Funzioni di Lamé
In matematica, le funzioni di Lamé sono funzioni speciali introdotte nel 1839 dal matematico francese Gabriel Lamé nel suo studio dell'equazione di Laplace in coordinate ellissoidali. Furono studiate indipendentemente anche dal matematico tedesco Carl Gustav Jakob Jacobi nel medesimo anno.

## Coordinate ellissoidale
Il sistema di coordinate ellissoidale usato da Lamé è definito delle tre equazioni:
{\displaystyle {\frac {x^{2}}{a^{2}+\lambda }}+{\frac {y^{2}}{b^{2}+\lambda }}+{\frac {z^{2}}{c^{2}+\lambda }}=1,}
{\displaystyle {\frac {x^{2}}{a^{2}+\mu }}+{\frac {y^{2}}{b^{2}+\mu }}+{\frac {z^{2}}{c^{2}+\mu }}=1,}
{\displaystyle {\frac {x^{2}}{a^{2}+\nu }}+{\frac {y^{2}}{b^{2}+\nu }}+{\frac {z^{2}}{c^{2}+\nu }}=1,}
dove {\displaystyle \lambda >-c^{2}>\mu >-b^{2}>\nu >-a^{2}}.
Il punto di coordinate cartesiane (x, y, z) si trova a l'intersezione di tre superfici: un ellissoide (prima equazione), un iperboloide a una falda e un iperboloide a due falde. È possibile esprimere le coordinate del punto {\displaystyle (x,y,z)} come funzione di {\displaystyle (\lambda ,\mu ,\nu )} che sono chiamate coordinate ellissoidali (vedi il testo di Whittaker e Watson o quello di Byerly).

## Laplaciano in coordinate ellissoidali
È possibile esprimere il laplaciano nel sistema di coordinate ellissoidale. L'espressione finale (vedi il testo di Byerly) è:
{\displaystyle \Delta V=(\mu ^{2}-\nu ^{2}){\frac {\partial V}{\partial \alpha ^{2}}}+(\lambda ^{2}-\nu ^{2}){\frac {\partial V}{\partial \beta ^{2}}}+(\lambda ^{2}-\mu ^{2}){\frac {\partial V}{\partial \gamma ^{2}}},}
dove:
{\displaystyle \alpha =c\int _{c}^{\lambda }{\frac {d\lambda '}{\sqrt {(\lambda '^{2}-b^{2})(\lambda '^{2}-c^{2})}}}}
{\displaystyle \beta =c\int _{b}^{\mu }{\frac {d\lambda '}{\sqrt {(c^{2}-\mu ^{2})(\mu ^{2}-b^{2})}}}}
{\displaystyle \alpha =c\int _{0}^{\nu }{\frac {d\nu '}{\sqrt {(b^{2}-\nu ^{2})(c^{2}-\nu ^{2})}}}}
È possibile scrivere {\displaystyle \alpha ,\beta ,\gamma } come integrale ellittico.

## Equazione di Laplace
Per risolvere l'equazione di Laplace, {\displaystyle \Delta V=0}, e possibilmente cercare soluzioni {\displaystyle V(\alpha ,\beta ,\gamma )=L(\alpha )M(\beta )N(\gamma )}, le funzioni {\displaystyle L,M,N} devono soddisfare l'equazione differenziale ordinaria:
{\displaystyle {\frac {d^{2}L}{d\alpha ^{2}}}=[m(m+1)\lambda ^{2}-(b^{2}+c^{2})p]L}
{\displaystyle {\frac {d^{2}M}{d\beta ^{2}}}=-[m(m+1)\mu ^{2}-(b^{2}+c^{2})p]M}
{\displaystyle {\frac {d^{2}M}{d\gamma ^{2}}}=[m(m+1)\nu ^{2}-(b^{2}+c^{2})p]N}
dove {\displaystyle m} e {\displaystyle p} sono parametri convenienti.
Esprimendo {\displaystyle \alpha ,\beta ,\gamma } come funzione di {\displaystyle \lambda ,\mu ,\nu } il risultato finale è che {\displaystyle L,M,N} soddisfano:
{\displaystyle (\lambda ^{2}-b^{2})(\lambda ^{2}-c^{2}){\frac {d^{2}L}{d\lambda ^{2}}}+\lambda (\lambda ^{2}-b^{2}+\lambda ^{2}-c^{2}){\frac {dL}{d\lambda }}-[m(m+1)\lambda ^{2}-(b^{2}+c^{2})p]L=0}
{\displaystyle (\mu ^{2}-b^{2})(\mu ^{2}-c^{2}){\frac {d^{2}M}{d\mu ^{2}}}+\mu (\mu ^{2}-b^{2}+\mu ^{2}-c^{2}){\frac {dM}{d\mu }}-[m(m+1)\mu ^{2}-(b^{2}+c^{2})p]L=0}
{\displaystyle (\nu ^{2}-b^{2})(\nu ^{2}-c^{2}){\frac {d^{2}N}{d\nu ^{2}}}+\nu (\nu ^{2}-b^{2}+\nu ^{2}-c^{2}){\frac {dN}{d\nu }}-[m(m+1)\nu ^{2}-(b^{2}+c^{2})p]L=0}
Chiamando {\displaystyle E_{m}^{p}(u)} la soluzione dell'equazione differenziale di Lamé:
{\displaystyle (u^{2}-b^{2})(u^{2}-c^{2}){\frac {d^{2}v}{du^{2}}}+u(u^{2}-b^{2}+u^{2}-c^{2}){\frac {dv}{du}}-[m(m+1)u^{2}-(b^{2}+c^{2})p]v=0} (1)
È chiaro che {\displaystyle V(\lambda ,\mu ,\nu )=E_{m}^{p}(\lambda )E_{m}^{p}(\mu )E_{m}^{p}(\nu )}.
{\displaystyle E_{m}^{p}(u)} è chiamata funzione di Lamé. 
Quando {\displaystyle m\in \mathbb {N} } è possibile cercare le soluzioni dell'equazione di Lamé nella forma:
{\displaystyle K_{m}^{p}(u)=u^{m}+a_{m-2}u^{m-2}+\ldots } (polinomio)
{\displaystyle L_{m}^{p}(u)={\sqrt {u^{2}-b^{2}}}(u^{m-1}+a_{m-3}u^{m-3}+\ldots }
{\displaystyle M_{m}^{p}(u)={\sqrt {u^{2}-c^{2}}}(u^{m-1}+a_{m-3}u^{m-3}+\ldots }
{\displaystyle N_{m}^{p}(u)={\sqrt {(u^{2}-b^{2})(u^{2}-c^{2})}}(u^{m-2}+a_{m-4}u^{m-4}+\ldots }
Questo impone condizioni su {\displaystyle p}. È possibile dimostrare che per ogni {\displaystyle m} esistono in totale {\displaystyle (2m+1)} funzioni di Lamé {\displaystyle E_{m}^{p}(u)} della forma {\displaystyle K_{m}^{p}}, {\displaystyle L_{m}^{p}}, {\displaystyle M_{m}^{p}} o {\displaystyle N_{m}^{p}}.
Una tavola di queste funzioni si trova nel libro di Byerly per {\displaystyle m\leq 3}.
Esistono anche funzioni di Lamé del secondo tipo, introdotte da Eduard Heine e Joseph Liouville:
{\displaystyle F_{m}^{p}(u)=(2m+1)E_{m}^{p}(u)\int _{u}^{\infty }{\frac {dw}{{\sqrt {(w^{2}-b^{2})(w^{2}-c^{2})}}[E_{m}^{p}(w)]^{2}}}}.

## Equazione di Lamé con funzioni ellittiche
Esiste anche una teoria dei funzioni di Lamé basata sull'equazione differenziale ottenuta per cambiamento di variabile:
{\displaystyle {\frac {d^{2}U}{du^{2}}}=[m(m+1)\wp (u)+B]U} (2)
dove {\displaystyle \wp } è la funzione ellittica di Weierstrass, sviluppata del matematico francese Georges Henri Halphen.
Esiste ancora una forma dell'equazione di Lamé:
{\displaystyle {\frac {d^{2}U}{du^{2}}}=[m(m+1)k^{2}\mathrm {sn} ^{2}(u)+B]U} (3)
dove {\displaystyle \mathrm {sn} } è una funzione ellittica di Jacobi, sviluppata del matematico francese Charles Hermite nel 1885. La forma di Halphen è più generale.
Nel libro di James Pierpont, si può trovere la teoria dei funzioni di Lamé basata su l'equazione con la funzione di Weierstrass.